# Бройнлінген
Бройнлінген (нім. Bräunlingen) — місто в Німеччині, знаходиться в землі Баден-Вюртемберг. Підпорядковується адміністративному округу Фрайбург. Входить до складу району Шварцвальд-Бар.
Площа — 62,10 км2. Населення становить 5898 ос. (станом на 31 грудня 2020).